# Auchenipterichthys punctatus
Auchenipterichthys punctatus és una espècie de peix de la família dels auqueniptèrids i de l'ordre dels siluriformes.

## Morfologia
- Els mascles poden assolir 15,1 cm de longitud total.[5][6]

## Alimentació
Menja insectes (adults i crisàlides).

## Hàbitat
És un peix d'aigua dolça i de clima tropical.

## Distribució geogràfica
Es troba a Sud-amèrica: conca del riu Amazones.